# Boissy-sans-Avoir
Boissy-sans-Avoir és un municipi francès, situat al departament d'Yvelines i a la regió de Illa de França. L'any 2007 tenia 601 habitants.
Forma part del cantó d'Aubergenville, del districte de Rambouillet i de la Comunitat de comunes Cœur d'Yvelines.

## Demografia

### Població
El 2007 la població de fet de Boissy-sans-Avoir era de 601 persones. Hi havia 217 famílies, de les quals 40 eren unipersonals (12 homes vivint sols i 28 dones vivint soles), 48 parelles sense fills, 109 parelles amb fills i 20 famílies monoparentals amb fills.
La població ha evolucionat segons el següent gràfic:
Habitants censats

### Habitatges
El 2007 hi havia 234 habitatges, 218 eren l'habitatge principal de la família, 10 eren segones residències i 6 estaven desocupats. 216 eren cases i 18 eren apartaments. Dels 218 habitatges principals, 183 estaven ocupats pels seus propietaris, 25 estaven llogats i ocupats pels llogaters i 10 estaven cedits a títol gratuït; 3 tenien una cambra, 11 en tenien dues, 32 en tenien tres, 43 en tenien quatre i 128 en tenien cinc o més. 150 habitatges disposaven pel capbaix d'una plaça de pàrquing. A 78 habitatges hi havia un automòbil i a 122 n'hi havia dos o més.

### Piràmide de població
La piràmide de població per edats i sexe el 2009 era:
| Homes | Edats   | Dones |
| ----- | ------- | ----- |
| 0     | 95 o +  | 0     |
| 0     | 90 a 94 | 0     |
| 0     | 85 a 89 | 0     |
| 0     | 80 a 84 | 4     |
| 0     | 75 a 79 | 20    |
| 16    | 70 a 74 | 4     |
| 16    | 65 a 69 | 12    |
| 4     | 60 a 64 | 4     |
| 28    | 55 a 59 | 16    |
| 16    | 50 a 54 | 28    |
| 20    | 45 a 49 | 16    |
| 28    | 40 a 44 | 28    |
| 16    | 35 a 39 | 24    |
| 24    | 30 a 34 | 8     |
| 12    | 25 a 29 | 4     |
| 16    | 20 a 24 | 20    |
| 25    | 15 a 19 | 8     |
| 24    | 10 a 14 | 20    |
| 20    | 5 a 9   | 28    |
| 12    | 0 a 4   | 4     |

## Economia
El 2007 la població en edat de treballar era de 394 persones, 293 eren actives i 101 eren inactives. De les 293 persones actives 278 estaven ocupades (146 homes i 132 dones) i 15 estaven aturades (10 homes i 5 dones). De les 101 persones inactives 34 estaven jubilades, 42 estaven estudiant i 25 estaven classificades com a «altres inactius».

### Ingressos
El 2009 a Boissy-sans-Avoir hi havia 210 unitats fiscals que integraven 597,5 persones, la mediana anual d'ingressos fiscals per persona era de 26.688 €.

### Activitats econòmiques
Dels 26 establiments que hi havia el 2007, 2 eren d'empreses extractives, 7 d'empreses de construcció, 4 d'empreses de comerç i reparació d'automòbils, 1 d'una empresa de transport, 1 d'una empresa d'informació i comunicació, 2 d'empreses financeres, 8 d'empreses de serveis i 1 d'una entitat de l'administració pública.
Dels 6 establiments de servei als particulars que hi havia el 2009, 1 era un paleta, 3 fusteries i 2 lampisteries.
L'any 2000 a Boissy-sans-Avoir hi havia 4 explotacions agrícoles.

## Equipaments sanitaris i escolars
El 2009 hi havia una escola elemental.

## Poblacions més properes
El següent diagrama mostra les poblacions més properes.